# Человек с будущим
«Человек с будущим» — советский полнометражный чёрно-белый художественный фильм, поставленный на Киностудии «Ленфильм» в 1960 году режиссёром Николаем Розанцевым.
Премьера фильма в СССР состоялась 20 февраля 1961 года.

## Сюжет
Киноповесть о становлении характера шахтёра Ивана Кондакова, превращении его из наивного чудака-изобретателя в уважаемого инженера.
В целом же фильм состоит из множества не связанных друг с другом эпизодов, пересказывать которые вряд ли имеет смысл: тут и почти любовная линия трёх товарищей к девушке, и производственные мелочи, и катастрофа на шахте, и многое другое.

## В ролях
- Геннадий Нилов — Иван Кондаков
- Изольда Извицкая — Лёля, врач
- Тамара Страдина — Нина Знайка
- Станислав Фесюнов — Сергей Багреев, горный инженер
- Игорь Ефимов — Павел Голоцук
- Владимир Марьев — Пётр Емельянович, прокурор
- Людмила Глазова — Евдокия Максимовна, мать Ивана Кондакова
- Олег Лебедев — Шкудов, дядя Саша
- Геннадий Вернов — Алексей Тарасов
- Георгий Жжёнов — начальник шахты Крылов
- Евгений Барков — Гордеичев
- Георгий Сатини — Матвей Цаплин
- Николай Кузьмин — Семён Полозов
- Александр Афанасьев — Илья Филимонович Федосеев, главный механик

## Съёмочная группа
- Сценарий — Афанасия Салынского
- Режиссёр-постановщик — Николай Розанцев
- Оператор — Евгений Кирпичёв
- Художник — Семён Малкин
- Режиссёр — А. Соколов
- Композитор — Николай Червинский
- Звукооператор — Борис Антонов

По некоторым данным, прототипом главного героя картины является Гуменник, Яков Яковлевич, механик с шахты Байдаевская Южкузбассугля.